# عبد الله موسى عبد الله
عبد الله موسى عبد الله (مواليد 2 مارس 1958) هو لاعب كرة قدم. يلعب مع منتخب الإمارات العربية المتحدة لكرة القدم. سبق له أن لعب في كأس العالم لكرة القدم مع منتخب بلاده.

## روابط خارجية
- عبد الله موسى عبد الله على موقع الاتحاد الدولي (مؤرشف)  (الإنجليزية)
- عبد الله موسى عبد الله على موقع قاعدة بيانات كرة القدم.إي يو (الإنجليزية)
- عبد الله موسى عبد الله على موقع عالم كرة القدم.نت (الإنجليزية)